# Plac Bernardyński we Lwowie
Plac Bernardyński (ukr. Soborna Płoszcza) – plac we Lwowie położony pomiędzy placem Halickim a ulicą Iwana Franki (dawniej Pańska, potem Piłsudskiego). Znajduje się przy nim kościół św. Andrzeja i klasztor Bernardynów.